# Старушенко Гліб Борисович
Старушенко Гліб Борисович (6 листопада 1922, с. Келеберда, Полтавської обл. — 30 листопада 2007) — правознавець, доктор юридичних наук з 1967, професор, член-кореспондент АН СРСР з 1984, чл.-кор. Російської АН з 1991, заслужений юрист РФ. Автор і редактор ряду фундаментальних монографій з міжнародного регулювання міждержавних, політичних і соціальних відносин, з 1966 — заступник директора Інституту Африки АН СРСР (тепер Інститут Африки Російської АН).

Закінчив Військовий інститут іноземних мов в 1947, а 1950 — юридичний факультет Московського університету.